# 移封就鎮
移封就鎮是晉武帝於咸寧三年（277年）所施行的政策。晉武帝司馬炎在泰始元年（265年）繼承帝位後，大封同姓宗室為王，但諸王受封後一直留在京師洛陽，沒有到封地就國，因此分封諸王形同虛設。直到咸寧三年（277年）晉武帝下令各封王就國，各籓王從此成為晉朝不可忽視的軍事力量。

## 背景
有鑒於曹魏時代宗室不被信任，諸侯王徒有虛名，沒有任何實權，以至於司馬氏能在高平陵之變後控制曹魏政權，因此許多大臣大力主張實行分封制來屏障王室，而司马懿與其子司馬師、司馬昭为了能确保顺利的取代曹魏，预先便让司馬氏宗族出镇具有重要戰略意義的地區，擔任地方軍事長官，以孤立曹魏並削弱曹氏政權，此為西晉籓王政治的雛形。
武帝司馬炎篡位建立晉朝後，於泰始元年（265年）大封同姓宗室27人為籓王。但司馬諸王大多留在京師洛陽，也沒有兵權，所以分封制形同虛設。

## 實施
咸寧三年（277年），衛將軍楊珧與中書監荀勖擔心齊王司馬攸的聲望會影響武帝之子惠帝的繼承權，因此上書武帝力陳籓王就鎮，不但能避免繼承人之爭，更能使同姓將領鎮守各個重鎮。武帝看完後下令更改制度，最後決定把司馬氏諸王的封國重新改封，並把國家分為大國、次國、下國三等，而下國亦制所近縣益滿萬戶，三個等級的王國皆置「中尉」來統領王國的軍隊，大國的諸王除嫡長子能世代繼承王爵以外，其他兒子無論嫡庶均各以土推恩受封為公；若是功臣封公者，封國制度如小國的模式，也以中尉領兵，郡侯若不滿五千人的封國內也可以置1100人的軍隊。於是諸王多回到自己的封國中，其因職未歸封國者，大國置守土100人，次國80人，下國60人。因此武帝下令讓重新分封的諸王就鎮封地，希望藉此讓籓王遠離京師，並由諸王拱衛中央，讓惠帝司馬衷得以順利即位。

## 影響
有了軍隊的籓王們離開了洛陽到各個軍事重地，從此籓王在武帝的刻意扶持下一改先前有名無實的局面，從此成為帝國境內一隻不容忽視的軍事力量。太康元年（280年），晉武帝滅掉孫吳，統一自漢末以來分裂的局面，因此晉武帝下令廢除州郡的兵力，這不但使中央對地方的控制力變得薄弱，也促進籓王武裝力量的發展，從此晉朝出現「外重內輕」的局面，間接埋下後來八王之亂的伏筆。